# الشمره
الشمره (به عربی: الشمرة) یک شهرداری در الجزایر است که در استان باتنه واقع شده‌است.